# Олимпийский комитет Молдовы
Национальный олимпийский комитет Республики Молдова (рум. Comitetul Național Olimpic și Sportiv al Republicii Moldova) — организация, представляющая Молдову в международном олимпийском движении. Основан в 1991 году; зарегистрирован в МОК в 1993 году.
Штаб-квартира расположена в Кишинёве. Является членом МОК, ЕОК и других международных спортивных организаций. Осуществляет деятельность по развитию спорта в Молдавии.